# Vincenzo Giardini

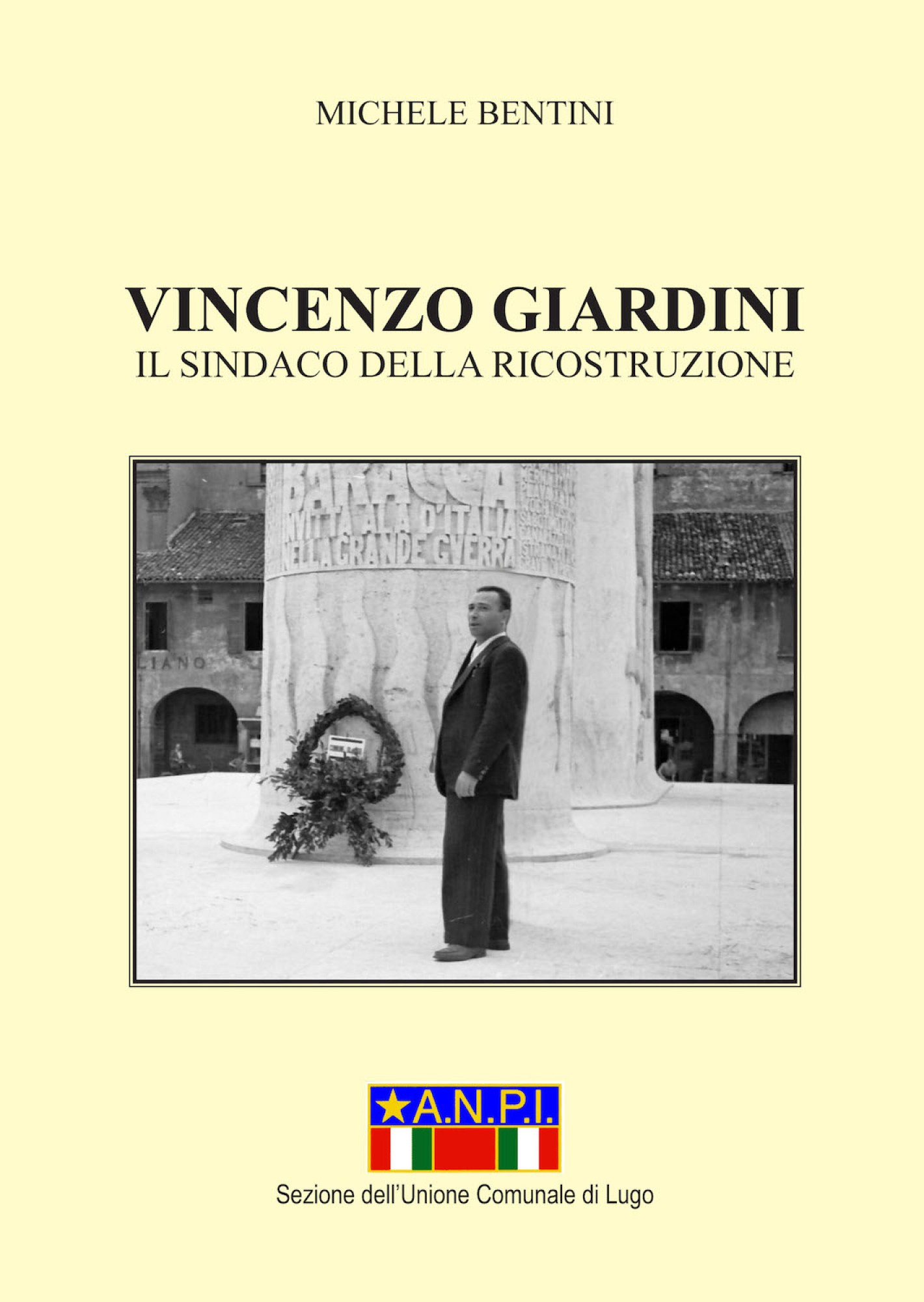

Vincenzo Giardini (Santa Maria in Fabriago, 1907 – Lugo, 1991) è stato un politico e partigiano italiano; fu il sindaco di Lugo della Liberazione e della Ricostruzione nel dopoguerra per 18 anni consecutivi, dal 1946 al 1964.

## Biografia
Giovane militante comunista (fin dall’età di 14 anni), nel 1924 venne arrestato perché sorpreso a diffondere L'Unità, quotidiano del partito. Animatore dell'antifascismo nella clandestinità, nel 1925, a soli 18 anni, era già membro nel comitato federale del Partito Comunista che dal faentino si trasferì a Massa Lombarda. Lo componevano, oltre a Giardini, Giuseppe Baffè, Mario Babini e Soldati. Con Babini, nel 1925, fondò anche la Federazione Giovanile del Partito Comunista, che contò in quell'anno duecento iscritti.
A metà degli anni Venti era già un dirigente autorevole e ascoltato, punto di riferimento degli antifascisti lughesi e rappresentante emblematico di questo territorio.
Nell'estate del 1928 si tenne un grande convegno del Partito Comunista a Massa Lombarda, nei campi dei coloni Baffè. In quest'occasione Vincenzo Giardini si affermò per le sue idee e la capacità di coerenza e di mobilitazione delle coscienze. Nel 1932 fu nuovamente arrestato; questa volta fu inviato al confino sull'isola di Ponza, dove rimase cinque anni e dove conobbe Sandro Pertini, Umberto Terracini, Giorgio Amendola e altri esponenti dell'antifascismo, con i quali, oltre a condividere il confino, studiò ("Università del Confino"). Ma nell'isola di Ponza Giardini non si sentiva sicuro, così chiese e ottenne di essere trasferito a Montalbano Jonico (Matera), dove rimase per altri due anni.
Il 25 luglio 1943 cadde la ventennale dittatura fascista. Fu di grande rilievo il suo ruolo nella Resistenza romagnola: l'11 settembre 1943, prese parte alla riunione fondativa della Resistenza romagnola, tenutasi all'Hotel Mare-Pineta di Milano Marittima e a cui parteciparono, oltre a lui, Arrigo Boldrini, Ennio Cervellati, Giuseppe D'Alema, Riccardo Fedel, Giovanni Fusconi, Mario Gordini, Rodolfo Salvagiani, Agide Samaritani, Zoffoli. Ai primi di ottobre si riunirono a Lugo i rappresentanti dei partiti antifascisti per organizzare la Resistenza nel lughese. Il Comitato era diretto da Vincenzo Giardini ("Cencio") e Sante Baracca ("Tino"). Dopo poche settimane, nell’autunno del 1943, a Faenza, ebbe luogo una riunione con Arrigo Boldrini, Gino Gatta, Ennio Cervellati, Renato Emaldi, Vincenzo Giardini per la zona di Lugo, e altri. Fu, con Boldrini, tra coloro che proprio a Faenza organizzarono il Comitato di Liberazione Nazionale  in cui Giardini fu nominato (col nome di battaglia di “Cencio”) comandante, commissario partigiano responsabile della V Zona della "28ª Brigata Garibaldi" (Commissario, sovraintendente anche per la IV Zona e le altre limitrofe). Collaborò con Gianni Bolognesi e Aspromonte Neri in rappresentanza del PCI, fu amico di Arrigo Boldrini ("Bulow"), Gianni Giadresco, Giuseppe Dozza, Giorgio Amendola e molti altri, fra i quali si ricordano la scrittrice Renata Viganò e il prof. Elio Lugaresi.
Nelle prime elezioni libere, che si tennero a Lugo il 19 aprile del 1946, fu eletto a soli 39 anni sindaco con 9.277 voti, mantenendo tale carica ininterrottamente fino al 22 novembre del 1964. Divenuto il simbolo della ricostruzione materiale e morale della città fu amato dalla cittadinanza per la sua umiltà e rispettato dalle opposte forze politiche per il suo pragmatismo, il suo buon senso e l’alto profilo umano. Si è spento a Lugo il 17 aprile del 1991.

## Onorificenze e intitolazioni
- Nel 1967 il Presidente della Repubblica Giuseppe Saragat gli conferì l'onorificenza di Cavaliere.
- Nel 1984 il Presidente Sandro Pertini gli conferì il Diploma d'Onore al Combattente per la libertà d'Italia 1943-1945.
- Il Comune di Lugo gli ha intitolato una via della città e uno skate park in Via Colombo.